# Pustyńka (stacja kolejowa)
Pustyńka (ros. Пустынька) – towarowa stacja kolejowa w miejscowości Pustyńka, w rejonie tośnieńskim, w obwodzie leningradzkim, w Rosji. Położona jest na kolejowej obwodnicy Petersburga.